# 匝瑳村
匝瑳村（そうさむら）は、千葉県匝瑳郡にかつて存在した村である。

## 地理
- 現在の匝瑳市、旧八日市場市の中部に位置する。
- 村域は台地と平地が入り組む谷戸が多い地形になっている。

## 歴史

### 沿革
- 1889年（明治22年）4月1日 - 町村制施行に伴い、松山村・中台村・大浦村・長岡村・山桑村・宮本村・生尾村が合併し、匝瑳郡匝瑳村が発足。
- 1954年（昭和29年）3月31日 - 匝瑳村は八日市場町・平和村・椿海村・豊栄村・須賀村・共興村・吉田村・飯高村・豊和村とともに合併して八日市場町が発足。匝瑳村は消滅。

変遷表
| 1868年 以前 | 1868年 以前 | 明治22年 4月1日 | 昭和29年   | 昭和29年 | 平成18年 1月23日 | 現在   |
| 1868年 以前 | 1868年 以前 | 明治22年 4月1日 | 3月31日    | 7月1日   | 平成18年 1月23日 | 現在   |
| ----------- | ----------- | --------------- | ---------- | -------- | ---------------- | ------ |
|             | 松山村      | 匝瑳村          | 八日市場町 | 市制     | 匝瑳市           | 匝瑳市 |
|             | 中台村      | 匝瑳村          | 八日市場町 | 市制     | 匝瑳市           | 匝瑳市 |
|             | 生尾村      | 匝瑳村          | 八日市場町 | 市制     | 匝瑳市           | 匝瑳市 |
|             | 宮本村      | 匝瑳村          | 八日市場町 | 市制     | 匝瑳市           | 匝瑳市 |
|             | 山桑村      | 匝瑳村          | 八日市場町 | 市制     | 匝瑳市           | 匝瑳市 |
|             | 大浦村      | 匝瑳村          | 八日市場町 | 市制     | 匝瑳市           | 匝瑳市 |
|             | 長岡村      | 匝瑳村          | 八日市場町 | 市制     | 匝瑳市           | 匝瑳市 |

## 人口・世帯

### 人口
総数 [単位： 人]
| 1891年（明治24年） | 1,707 |
| 1920年（大正 9年） | 1,902 |
| 1930年（昭和 5年） | 1,966 |
| 1954年（昭和29年） | 2,581 |

### 世帯
総数 [単位： 世帯]
| 1920年（大正 9年） | 358 |
| 1930年（昭和 5年） | 375 |
| 1954年（昭和29年） | 478 |